# Лаубах (Рейн-Гунсрюк)
Лаубах (нім. Laubach) — громада в Німеччині, розташована в землі Рейнланд-Пфальц. Входить до складу району Рейн-Гунсрюк. Складова частина об'єднання громад Зіммерн.
Площа — 10,02 км2. Населення становить 425 ос. (станом на 31 грудня 2020).